# 더 벤처스
더 벤처스(The Ventures)는 돈 윌슨과 밥 보글에 의해 1958년 워싱턴주 터코마에서 결성된 미국의 인스트루멘탈 록 밴드이다. 대부분의 존재의 4중주단인 이 밴드는 1960년대에 미국과 전 세계에 일렉트릭 기타를 대중화하는 데 도움을 주었다. 1970년대에 미국에서의 그들의 인기는 떨어졌지만, 이 그룹은 오늘날까지 정기적으로 투어를 하는 일본에서 특히 존경을 받고 있다. 이 밴드의 클래식 라인업은 윌슨(리듬 기타), 보글(초기 리드 기타, 베이스로 바꿈), 노키 에드워즈(초기 베이스, 리드 기타로 전환), 멜 테일러(드럼)로 구성되어 있다.
그들의 첫 싱글 〈Walk, Don't Run〉은 이 그룹에 국제적인 명성을 가져다 주었고 종종 기타로 녹음된 최고의 노래들 중 하나로 언급되기도 한다. 1960년대와 1970년대 초, 38장의 이 밴드는 미국에서 순위를 매겨 1960년대 동안 여섯 번째 음반 차트 연주자로 순위를 매겼고, 이 밴드는 빌보드 핫 100에서 14개의 싱글 음반을 냈다. 음반 판매량이 1억 장이 넘는 더 벤처스는 역사상 가장 잘 팔리는 기악 밴드다.
더 벤처스는 전세계 음악의 발전에 지속적인 영향을 끼쳤다. 이 밴드는 록 음악에서 퍼즈와 플랜징 기타 효과, 콘셉트 음반, 12현 기타들을 고용하고 대중화한 최초의 밴드였다. 그들의 기교적 기교, 혁신, 그리고 독특한 소리는 수많은 음악가들과 밴드들에게 영향을 주었고, 그룹에게 "수천 개의 밴드를 탄생시킨 밴드"를 주었다. 그들의 〈Walk, Don't Run〉이라는 음반은 지속적인 영향 때문에 그래미 명예의 전당에 헌액되었고, 2008년에 그 그룹은 로큰롤 명예의 전당에 입성했다.

## 같이 보기
- 가장 많은 음반을 판 음악가 목록
- 로큰롤 명예의 전당 헌액자 목록